# Eristalinus amoenus
Eristalinus amoenus är en tvåvingeart som först beskrevs av Macquart 1850.  Eristalinus amoenus ingår i släktet slamflugor, och familjen blomflugor. Inga underarter finns listade i Catalogue of Life.